# Manolo Sanchís
Manuel „Manolo“ Sanchís Hontiyuelo (* 23. Mai 1965 in Madrid) ist ein ehemaliger spanischer Fußballspieler.
Als einziger Spieler der legendären Quinta del Buitre spielte Sanchís in seiner ganzen Karriere beim spanischen Rekordmeister. Sein Vater, Manuel Sanchís (1938–2017), war von 1964 bis 1971 ebenfalls Spieler bei Real Madrid gewesen. Beide spielten für die spanische Nationalmannschaft und gewannen jeweils den höchsten europäischen Vereinswettbewerb.

## Karriere

### Verein
Seit seinem 14. Lebensjahr spielte Sanchís bei Real Madrid, wo man schnell seine gute Übersicht und seine Zweikampfstärke erkannte. Zusammen mit Martín Vázquez debütierte er am 4. Dezember 1983 gegen Real Murcia und eröffnete damit die erfolgreiche Zeit der Quinta del Buitre bei Real Madrid. Bei seinem ersten Einsatz gelang ihm auch direkt sein erstes von zwei Saisontoren. In der 53. Spielzeit der Primera División kam er auf 17 Einsätze.
In den darauffolgenden Jahren etablierte sich Sanchís in der Defensive und wurde für den Hauptstadtklub unersetzlich.
 Zwischen 1985 und 1990 gewann Real Madrid fünfmal hintereinander die spanische Meisterschaft, dazu 1985 und 1986 den UEFA-Cup. Unter Trainer Jupp Heynckes führte er 1998 sein Team, als Kapitän, nach 32 Jahren, zum siebten Champions-League-Triumph. Bis zu seinem Rücktritt 2001 sollte noch ein weiterer Champions League Titel hinzukommen.
Insgesamt war Sanchís 13 Jahre lang Kapitän und Identifikationsfigur bei Real Madrid. Er bestritt wettbewerbsübergreifend 710 Spiele für Madrid und ist damit hinter Raúl und Iker Casillas Rekordspieler der 'Merengues'.

### Nationalmannschaft
Sanchís' gute Leistungen im Verein blieben auch dem spanischen Fußballverband nicht verborgen und so spielte er ab 1983 regelmäßig in den Nationalmannschaften seines Landes. Mit der U21 gewann er 1986 die Europameisterschaft. Und noch im selben Jahr debütierte 'El cejas', so sein Spitzname, unter Miguel Muñoz beim EM Qualifikationsspiel gegen Rumänien (1:0-Sieg) im A-Team.
Er bestritt bis 1992 48 Länderspiele (1 Tor) und nahm sowohl an der Europameisterschaft 1988 in Deutschland, als auch an der Weltmeisterschaft 1990 in Italien teil. Am 11. März 1992 bestritt er in einem Freundschaftsspiel gegen die USA sein letztes Spiel für die 'Selección'.

## Titel

### Verein
- UEFA-Champions-League-Sieger (2): 1998, 2000
- UEFA-Pokal-Sieger (2): 1985, 1986
- Weltpokal-Sieger: 1998
- Spanischer Meister (8): 1985/86, 1986/87, 1987/88, 1988/89, 1989/90, 1994/95, 1996/97, 2000/01
- Spanischer Pokalsieger (2): 1989, 1993
- Spanischer Supercupsieger (5): 1988, 1989, 1990, 1993, 1997
- Spanischer Ligapokalsieger: 1985

### Nationalmannschaft
- U-21-Fußball-Europameisterschaft: 1986

### Individuelle Auszeichnungen
- Spaniens Fußballer des Jahres: 1990 (El País)